# ستويان ستافريف
ستويان ستافريف (بالبلغارية: Стоян Ставрев)‏ هو لاعب كرة قدم بلغاري في مركز حراسة المرمى، ولد في 7 ديسمبر 1975 في Topolovgrad ‏ في بلغاريا. لعب مع نادي بيروي ستارا زاغورا ونادي تشيرنو مور فارنا ونادي لوكوموتيف بلوفديف ونادي ليتكس لوفتش.